# Two Prudential Plaza
El Two Prudential Plaza es un rascacielos construido en Chicago en el año 1990. Con sus 303 metros de altura es el sexto rascacielos más alto de Chicago. El edificio fue diseñado por las compañías Loebl, Schlossman & Hackl, con Stephen T. Wrights como su principal diseñador. Se le concedieron 8 estrellas, ganando también el premio a la mejor estructura de la Asociación de Ingenieros Estructurales de Illinois en 1995.
Una vez finalizado el Two Prudential Plaza fue el segundo rascacielos de mayor altura en el que se empleaba la técnica de núcleo reforzado. El edificio se corona con un pico piramidal que está girado 45° respecto al edificio, y finalmente el rascacielos tiene una antena de 24 metros.
El edificio está pegado al One Prudential Plaza (Antiguamente conocido como Prudential Building). Sin su antena, "2 Pru" (como se le suele llamar) supera por poco la altura de la antena del One Prudential Plaza.
Ambos edificios fueron comprado en mayo de 2006 por 470 millones de dólares a Bentley Forbes, una compañía de construcción con base en Los Ángeles dirigida por C. Frederick Wehba y su hijo Fred Wehba.